# Wałentyn Babij
Wałentyn Jurijowycz Babij (ukr. Валентин Юрійович Бабій; ur. 28 sierpnia 1999) – ukraiński zapaśnik walczący w stylu wolnym. Zajął dwudzieste miejsce na mistrzostwach świata w 2024 roku. 
Dziesiąty na mistrzostwach Europy w 2021. Trzeci na ME U-23 w 2021 roku.